# Ma-11
De Ma-11 (ook wel carretera de Sóller) is een autoweg op het Spaanse eiland Mallorca die loopt van de ringweg aan de noordkant van Palma naar de haven van Sóller in het noorden van het eiland. Op enkele kilometers ten zuiden van de stad Sóller bevindt zich de  Túnel de Sóller, een toltunnel van meer dan 3 kilometer lengte die in 1997 werd opengesteld.
Primaire wegen:
Ma-1 · Ma-11 · Ma-13 · Ma-15 · Ma-19 · Ma-20 · Ma-30